# Chalcura nigricyanea
Chalcura nigricyanea är en stekelart som först beskrevs av Girault 1913.  Chalcura nigricyanea ingår i släktet Chalcura och familjen Eucharitidae. Inga underarter finns listade i Catalogue of Life.